# Hiacynt Łobarzewski

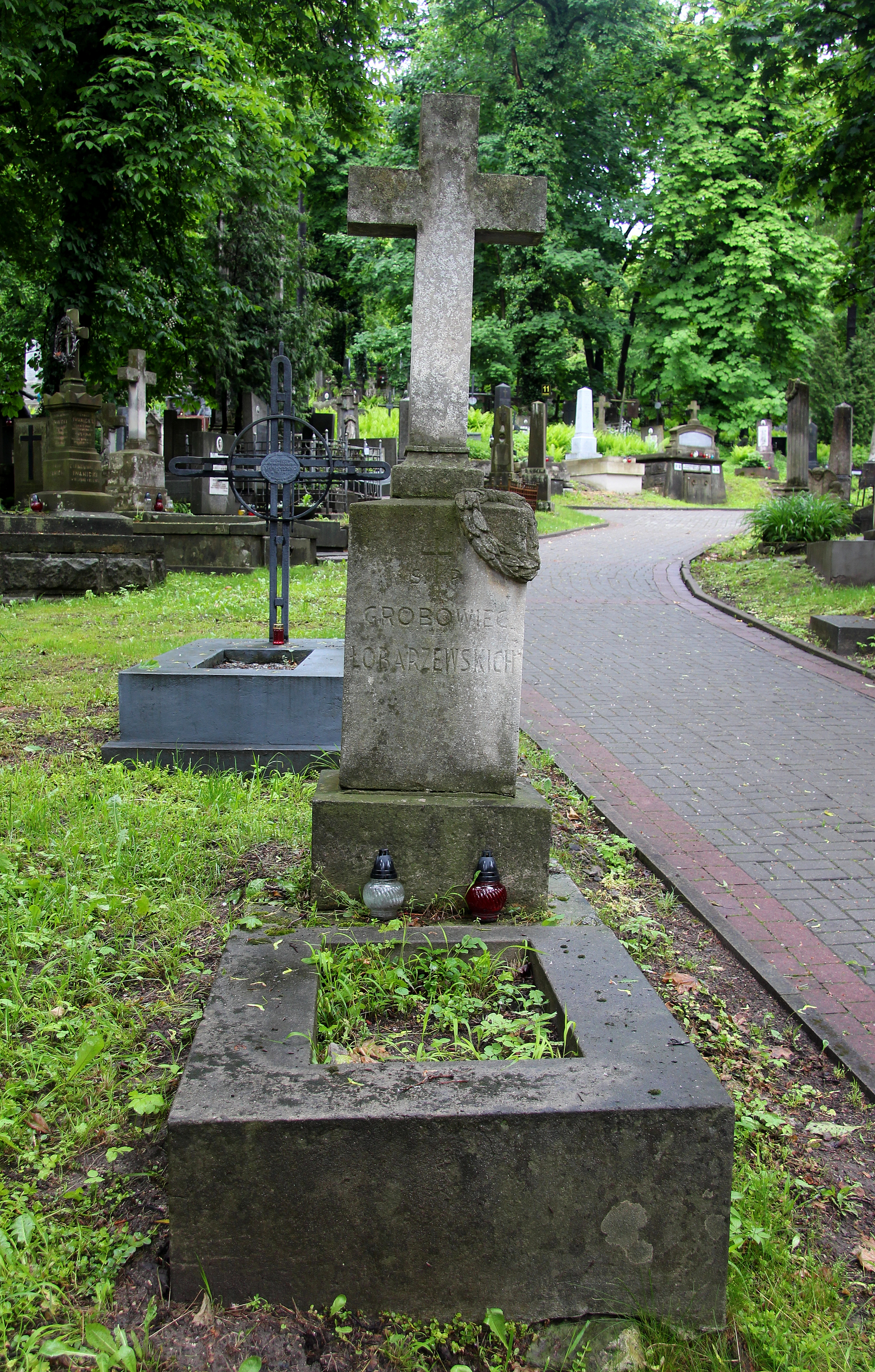
Grób rodziny Łobarzewskich

Hiacynt Łobarzewski także Jan Kanty Hiacynt Łobarzewski lub Jacek Jan Łobarzewski; herbu Łada (ur. 17 grudnia 1814 w Łubnie, zm. 6 stycznia 1862 we Lwowie) – polski prawnik i botanik, badacz flory Karpat, profesor Uniwersytetu Lwowskiego i założyciel Ogrodu Botanicznego na tym Uniwersytecie.

## Życiorys
Ukończył gimnazjum a następnie dwa lata studiów prawniczych na Uniwersytecie Lwowskim. Następnie studiował i ukończył nauki przyrodnicze na uniw. w Wiedniu. Już w trakcie studiów wiedeńskich opublikował po niemiecku dwa znaczące przyczynki. Jako przyrodnik zajmował się algologią, lichenologią, biologią i fizjologią roślin, a przede wszystkim geografią roślin. Będąc prywatnym nauczycielem, a potem przyjacielem Włodzimierza Dzieduszyckiego, odbył z nim wiele wycieczek przyrodniczych i krajoznawczych. Był przez swego ucznia ulubionym i wysoko cenionym przewodnikiem po przyrodzie kraju. W latach 40. XIX wieku będąc w Tatrach prowadził badania botaniczne m.in. w Dolinie Małej Zimnej Wody. Odbył także kilka innych dłuższych wypraw, m.in. wraz z Wincentym Polem, z którym w latach 1840-1844 przewędrował całe Karpaty od Bukowiny do Śląska, a następnie w 1845 Styrię i Tyrol. W 1843 razem z Polem odwiedzili źródła Wisły w masywie Baraniej Góry. Wkrótce potem stał się znanym badaczem mchów i glonów, jednak jako główne swoje zadanie naukowe uważał opracowanie geografii roślin w Polsce. W tym celu przez całe życie zbierał materiały do projektowanego dzieła o geograficznym rozmieszczeniu roślin w Polsce, którego niestety nie zdążył wydać drukiem. Mimo tego stał się prekursorem geografii botanicznej. Jego notatki na ten temat wykorzystał potem Wincenty Pol. Od 1850 r. profesor Uniwersytetu Lwowskiego, kierownik Katedry Historii Naturalnej. Wykładał botanikę i mineralogię, a następnie jako pierwszy w Polsce anatomię i fizjologię roślin oraz historię botaniki. Prowadził działania zmierzające do unowocześnienia sposobu wykładu nauk przyrodniczych. Jako pierwszy wprowadził do nauczania botaniki w 1851 r. mikroskop. W 1852 r. na terenie dawnego ogrodu przy klasztorze trynitarzy założył Ogród Botaniczny uniwersytetu, którego następnie w 1854 został dyrektorem. Po jego śmierci stanowisko to objął Adolf Weiss. W czasie swej pracy był szykanowany przez niemieckich profesorów uniwersytetu L. Pebala i M. Schmidta. Członek korespondent Towarzystwa Naukowego Krakowskiego (1859–1862) oraz Galicyjskiego Towarzystwa Gospodarskiego (1846-1861).
Zebrał bardzo obfity zielnik, który tylko częściowo do naszych czasów zdołano opracować. Składał się on z 70 fascykułów zawierających około 2000 gatunków roślin w ok. 10 000 okazów. Część tego zielnika Łobarzewski darował Dzieduszyckiemu, resztę zaś po jego śmierci zakupiło od wdowy Muzeum Przyrodnicze Dzieduszyckich. Kolekcja Łobarzewskiego stała się podstawą jego Działu Botanicznego. Część jego zbiorów mszaków została po jego śmierci opracowana przez Florentynę Lilienfeldównę (z męża Hewell) i Tadeusza Wiśniewskiego (1905–1943) oraz Irenę Rejment-Grochowską. Ponieważ Łobarzewski przez całe życie prowadził wymianę okazów z innymi badaczami, zbierane przez niego okazy zasiliły też inne zbiory w kraju, również po jego śmierci tę samą praktykę prowadziło Muzeum Dzieduszyckich. W ten sposób poprzez zbiór Tadeusza Wiśniewskiego do Zielnika Wydziału Biologii Uniwersytetu Warszawskiego trafiły okazy zbierane przez Łobarzewskiego w latach 40. XIX wieku w Tatrach i Karpatach Wschodnich.
Został pochowany na polu nr 5 Cmentarza Łyczakowskiego we Lwowie.

### Prace Hiacynta Łobarzewskiego
- Muscorum frondosorum species novas Halicienses,  "Naturwissenschaften Abhandlungen", Wien 1847;
- Musci hypnoidei Haliciae rariores, Lwów 1849.
- Pojęcie geografii roślin i rzut oka na roślinność kuli ziemskiej, Lwów 1849
- Zdanie Towarzystwa Gospodarczego o zaprojektowanej przez ministerstwo szkole leśnej dla Galicji, Lwów 1850[18],
- O owadach lasy niszczących Lwów 1851

## Rodzina
Urodził się w rodzinie justycjariusza (administratora) dóbr ziemskich. Syn Fortunata (1778-1827) i Joanny z Wiszniowskich. Ożenił się z Agnieszką z Wiszniowskich, mieli syna Czesława (ur. 1851).